# Eric Lichaj
Eric Joseph Lichaj (Downers Grove, Illinois, Estados Unidos, 17 de noviembre de 1988) es un exfutbolista y entrenador estadounidense que jugaba de defensa. Desde marzo de 2022 dirige al equipo sub-19 del F. C. Cincinnati.
Es producto de la Academia de Fútbol IMG, la cual ha producido otros jugadores estadounidenses importantes como DaMarcus Beasley, Landon Donovan y Freddy Adu. Lichaj también es conocido por sus largos saques de costado.

## Trayectoria

### Inicios
Es el tercer hijo de Stan y Ann Lichaj, ambos de Nowy Targ, Polonia.  También tiene dos hermanos mayores, Andrew y Mark Lichaj. Lichaj se unió a la Academia IMG en Bradenton, Florida cuando tenía 14 años. Inició su carrera jugando para los Downers Grove Roadrunners,  luego jugando para el Chicago Magic y eventualmente para la Universidad de Carolina del Norte. También jugó cuatro partidos para el Chicago Fire Premier de la USL Premier Development League.

### Aston Villa
Luego de su primera temporada en Carolina del Norte, firmó contrato con el Aston Villa de la Liga Premier inglesa. Lichaj tiene pasaporte polaco, lo que hacía innecesario un permiso de trabajo. Lichaj jugó en todos menos en dos de los partidos de reservas del equipo en la temporada 2008-09.  Durante la pretemporada 2009-10, fue seleccionado para jugar la Copa de la Paz 2009 y mostró gran potencial durante el torneo. Sin embargo, esto no resultó en minutos con el primer equipo, y Lichaj fue enviado en calidad de préstamo al Lincoln City de la Football League Two (tercera división del fútbol inglés) para poder obtener experiencia. Jugó dos partidos con el City antes de firmar una extensión de su contrato de préstamo por un mes más. Más adelante, durante esa misma temporada, Lichaj fue enviado nuevamente en calidad de préstamo al Leyton Orient. Allí anotó su primer gol como profesional jugando contra Stockport County el 17 de abril de 2010.

#### Temporada 2010-2011
Anotó su primer gol con el Aston Villa el 19 de julio de 2010 en la pretemporada en un amistoso contra el Peterborough United. Luego de una exitosa pretemporada, firmó una extensión de contrato por tres años más el 11 de agosto de 2010. Hizo su debut competitivo para el Villa el 19 de agosto de 2010, en un empate 1-1 de visitante contra el Rapid Viena en la fase clasificatoria de la Europa League. Debutó en la Premier League con los "villanos" el 10 de noviembre de 2010 entrando en el minuto 90 en el partido contra Blackpool y debutó como titular como lateral derecho contra Tottenham Hotspur, jugando un excelente partido contra la estrella de los Spurs, Gareth Bale.

#### Cesión al Leeds United
El 9 de febrero de 2011, Lichaj se unió al Leeds United en un préstamo de un mes. Lichaj debutó con el Leeds ganando 2-0 contra Bristol City. El 14 de marzo, Leeds extendió el contrato de Lichaj hasta el fin de la temporada. Luego de jugar todos los partidos como lateral derecho en lugar del lesionado Paul Connolly, Lichaj fue movido al lado izquierdo tras la lesión de George McCartney. El 9 de mayo, Lichaj jugó el último partido con el Leeds venciendo a Queens Park Rangers 2-1. Leeds anunció en su página oficial que Lichaj volvería al Aston Villa una vez expirado su contrato de préstamo. Luego de que su contrato expiró, Lichaj expresó su deseo de quedarse en el club para la siguiente temporada y ayudarle a retornar a la Premier League.
Luego de su exitoso paso por el Leeds, Simon Grayson, su entrenador, indicó en julio de 2011 que estaba interesado en extender el préstamo de Lichaj por una temporada más, siempre y cuando el entrenador del Villa, Alex McLeish no lo tenga en sus planes para formar parte del primer equipo. Sin embargo, el 23 de agosto Lichaj tuvo una buena presentación contra el Hereford en la Copa de la Liga, anotando su primer gol competitivo con el equipo, poniendo dudas sobre la posibilidad de una transferencia al Leeds para la siguiente temporada.

##### Temporada 2011-2012
Lichaj anotó su primer gol en partidos competitivos con el Aston Villa en la victoria 2-0 sobre el Hereford United el 23 de agosto de 2011 en la Copa de la Liga. Desafortunadamente, poco después de esto, Lichaj sufrió una lesión de caderas que lo mantuvo fuera de la cancha hasta febrero de 2012.
En su regreso de su lesión el 31 de marzo de 2012, Lichaj anotó su primer gol en la Premier League con el Villa, además de entregar una asistencia en el segundo gol de su equipo en la derrota 2-4 contra el Chelsea.

##### Temporada 2012-13
Lichaj comenzó la temporada 2012-13 jugando como titular el primer partido del Villa ante el Tranmere Rovers por la Football League Cup el 28 de agosto de 2012.
Una vez concluida la temporada, el Aston Villa decidió no renovar su contrato y lo dejó ir en junio de 2013. Lichaj terminó su último año con el Villa jugando 17 partidos.

### Nottingham Forest
Lichaj fichó por dos años con el Nottingham Forest de la segunda división de Inglaterra el 19 de junio de 2013. Hizo su debut con el club el 3 de agosto de 2013 en la victoria 1-0 sobre el Huddersfield Town. Anotó su primer gol con el club en la temporada 2015-16 del Championship, ayudando a su equipo en el empate 1-1 frente al Burnley FC el 21 de octubre de 2015.
Durante la temporada 2016-17 fue capitán del equipo en muchos encuentros, y al final de esta fue nombrado jugador del año del club con un 40% de los votos.

### Hull City
El 22 de junio de 2018 firmó contrato con el Hull City por dos años, el precio del fichaje no fue revelado. Debutó con los tigres en el primer encuentro de la temporada 2018-19, el 6 de agosto de 2018 de local frente el Aston Villa, fue derrota por 1-3.

## Clubes
| Club                             | País       | Año       |
| -------------------------------- | ---------- | --------- |
| Aston Villa F. C.                | Inglaterra | 2007-2013 |
| Licoln City F. C. (a préstamo)   | Inglaterra | 2009      |
| Leyton Orient F. C. (a préstamo) | Inglaterra | 2010      |
| Leeds United F. C. (a préstamo)  | Inglaterra | 2011      |
| Nottingham Forest F. C.          | Inglaterra | 2013-2018 |
| Hull City A. F. C.               | Inglaterra | 2018-2020 |
| Fatih Karagümrük S. K.           | Turquía    | 2020-2021 |

## Selección de Estados Unidos

### Categorías inferiores
Formó parte de varias categorías inferiores de los Estados Unidos. Ayudó a su país a clasificar a la Copa Mundial de Fútbol Sub-17 de 2005. También fue parte del equipo sub-20 que participó en la Copa Mundial de Fútbol Sub-20 de 2007, aunque no pudo jugar ningún partido debido a una lesión. También fue convocado como "invitado" al campamento previo a dos partidos clasificatorios al mundial 2010 en junio de 2009.

### Selección mayor
Fue convocado por primera vez a la selección absoluta de los Estados Unidos en octubre de 2010 y fue incluido en el equipo que enfrentó a Polonia y Colombia. Lichaj debutó el 12 de octubre de 2010 en el amistoso contra Colombia. El 17 de noviembre de 2010, Lichaj jugó su segundo partido con la selección cuando jugó contra Sudáfrica. El 21 de marzo de 2011, Lichaj fue convocado nuevamente para los partidos amistosos contra Argentina y Paraguay. Fue incluido en la nómina de jugadores para la Copa de Oro de la CONCACAF 2011. Lichaj no jugó los primeros dos partidos del torneo, pero a partir de allí jugó los noventa minutos de cada uno de los partidos restantes, incluyendo la derrota 4-2 contra México en la final.
Lichaj regresó a la selección de los Estados Unidos después de más de dos años luego de ser convocado por Jürgen Klinsmann para jugar dos amistosos en Europa frente a Escocia y Austria en noviembre de 2013.

### Participaciones en Copas de Oro
| Mundial                         | Sede           | Resultado  |
| ------------------------------- | -------------- | ---------- |
| Copa de Oro de la Concacaf 2011 | Estados Unidos | Subcampeón |

## Estadísticas
Actualizado el 13 de mayo de 2019.
| Club | Div.          | Temporada     | Liga  | Liga  | Copas nacionales(1) | Copas nacionales(1) | Copas internacionales(2) | Copas internacionales(2) | Total | Total |
| Club | Div.          | Temporada     | Part. | Goles | Part.               | Goles               | Part.                    | Goles                    | Part. | Goles |
| --- | ------------- | ------------- | ----- | ----- | ------------------- | ------------------- | ------------------------ | ------------------------ | ----- | ----- |
| Aston Villa Inglaterra | 1.ª           | 2010-11       | 5     | 0     | 2                   | 0                   | 1                        | 0                        | 8     | 0     |
| Aston Villa Inglaterra | 1.ª           | 2011-12       | 10    | 1     | 1                   | 1                   | -                        | -                        | 11    | 2     |
| Aston Villa Inglaterra | 1.ª           | 2012-13       | 17    | 0     | 6                   | 0                   | -                        | -                        | 23    | 0     |
| Aston Villa Inglaterra | Total club    | Total club    | 32    | 1     | 9                   | 1                   | 1                        | 0                        | 42    | 2     |
| Lincoln City (préstamo) Inglaterra                                                                                         | 4.ª           | 2009-10       | 6     | 0     | -                   | -                   | -                        | -                        | 6     | 0     |
| Lincoln City (préstamo) Inglaterra                                                                                         | Total club    | Total club    | 6     | 0     | 0                   | 0                   | 0                        | 0                        | 6     | 0     |
| Leyton Orient (préstamo) Inglaterra                                                                                        | 3.ª           | 2009-10       | 9     | 1     | -                   | -                   | -                        | -                        | 9     | 1     |
| Leyton Orient (préstamo) Inglaterra                                                                                        | Total club    | Total club    | 9     | 1     | 0                   | 0                   | 0                        | 0                        | 9     | 1     |
| Leeds United (préstamo) Inglaterra                                                                                         | 2.ª           | 2010-11       | 16    | 0     | 0                   | 0                   | -                        | -                        | 16    | 0     |
| Leeds United (préstamo) Inglaterra                                                                                         | Total club    | Total club    | 16    | 0     | 0                   | 0                   | 0                        | 0                        | 16    | 0     |
| Nottingham Forest Inglaterra                                                                                               | 2.ª           | 2013-14       | 24    | 0     | 2                   | 0                   | -                        | -                        | 26    | 0     |
| Nottingham Forest Inglaterra                                                                                               | 2.ª           | 2014-15       | 42    | 0     | 3                   | 0                   | -                        | -                        | 45    | 0     |
| Nottingham Forest Inglaterra                                                                                               | 2.ª           | 2015-16       | 43    | 1     | 3                   | 0                   | -                        | -                        | 46    | 1     |
| Nottingham Forest Inglaterra                                                                                               | 2.ª           | 2016-17       | 41    | 2     | 4                   | 0                   | -                        | -                        | 45    | 2     |
| Nottingham Forest Inglaterra                                                                                               | 2.ª           | 2017-18       | 21    | 1     | 5                   | 2                   | -                        | -                        | 26    | 3     |
| Nottingham Forest Inglaterra                                                                                               | Total club    | Total club    | 171   | 4     | 17                  | 2                   | 0                        | 0                        | 188   | 6     |
| Hull City Inglaterra | 2.ª           | 2018-19       | 39    | 0     | 1                   | 0                   | -                        | -                        | 40    | 0     |
| Hull City Inglaterra | Total club    | Total club    | 39    | 0     | 1                   | 0                   | 0                        | 0                        | 40    | 0     |
| Total carrera | Total carrera | Total carrera | 273   | 6     | 27                  | 3                   | 1                        | 0                        | 301   | 9     |
| (1)Incluye datos de la FA Cup y la Copa de la Liga de Inglaterra. (2)Incluye datos de la Liga Europa de la UEFA (2010-11). |               |               |       |       |                     |                     |                          |                          |       |       |